# Belden (Nebraska)
Belden é uma vila localizada no estado americano de Nebraska, no Condado de Cedar.

## Demografia
Segundo o censo americano de 2000, a sua população era de 131 habitantes. 
Em 2006, foi estimada uma população de 120, um decréscimo de 11 (-8.4%).

## Geografia
De acordo com o United States Census Bureau, a localidade tem uma área de 0,4 km², sem área coberta por água. Belden localiza-se a aproximadamente 475 m acima do nível do mar.

## Localidades na vizinhança
O diagrama seguinte representa as localidades num raio de 16 km ao redor de Belden. 